# Viktor Havlicek
Viktor Havlicek (16 luglio 1914 – 22 ottobre 1971) è stato un allenatore di calcio e calciatore austriaco, di ruolo portiere.

## Carriera

### Nazionale
Debutta il 6 ottobre 1935 contro la Polonia (1-0).